# Hrabstwo Adams (Indiana)

Piramida wieku hrabstwa

Hrabstwo Adams (ang. Adams County) – hrabstwo w stanie Indiana w Stanach Zjednoczonych. Według spisu z 2020 roku liczy 35,8 tys. mieszkańców.
W 2017 roku około jedna czwarta populacji hrabstwa (szacowana na 8,6 tys.) była szwajcarskimi amiszami. 

## Geografia
Według spisu z 2010 roku obszar całkowity hrabstwa obejmuje powierzchnię 339,97 mili2 (880,52 km²), z czego 339,03 mili2 (878,08 km²) stanowią lądy, a 0,94 mili2 (2,43 km²) stanowią wody. Według szacunków United States Census Bureau w roku 2012 miało 34 365 mieszkańców. Jego siedzibą administracyjną jest Decatur.

### Miasta
- Geneva
- Berne
- Decatur
- Monroe